# Fort Saint-Privat
La Feste Prinz August von Württemberg, rebaptisé fort Saint-Privat par les Français en 1919, est un ouvrage militaire situé près de Metz. Il fait partie de la première ceinture fortifiée des forts de Metz et connut son baptême du feu, fin 1944, lors de la bataille de Metz.

## Contexte historique
Le fort Saint-Privat appartient à la première ceinture fortifiée de Metz conçue pendant le Second Empire par Napoléon III. La première ceinture fortifiée de Metz se compose des forts Saint-Privat (1870), de Queuleu (1867), des Bordes (1870), de Saint-Julien (1867), Gambetta, Déroulède, Decaen, de Plappeville (1867) et du Saint-Quentin (1867), la plupart inachevés en 1870, lorsque la Guerre Franco-prussienne éclate. Durant l’Annexion, Metz, dont la garnison allemande oscille entre 15 000 et 20 000 hommes au début de la période et dépasse 25 000 hommes avant la Première Guerre mondiale, devient progressivement la première place forte du Reich allemand.

## Construction et aménagements
Le Feste Prinz August von Württemberg est construit par les ingénieurs allemands entre 1872 et 1875. Le fort est conçu dans l’esprit des « forts détachés », concept développé par Hans Alexis von Biehler en Allemagne. Le but était de former une enceinte discontinue autour de Metz, faite de forts d’artillerie espacés d’une portée de canons. Le Feste Prinz August von Württemberg complète la première ceinture fortifiée de Metz commencée par les Français avant 1870.

## Affectations successives
À partir de 1890, la relève dans les forts est assurée par les troupes du XVIe Corps d’Armée stationnées à Metz et à Thionville.
Le 145e régiment d'infanterie du roi (6e Lorrain) notamment est affecté dans le fort avant 1914. Investi par l’armée française en 1919, le fort Prinz August von Württemberg est rebaptisé fort Saint-Privat. Il est bientôt englobé dans le périmètre de la base aérienne de Metz-Frescaty qui se développe après la Première Guerre mondiale. Il est repris en 1940 par les Allemands. L’armée allemande occupe le fort de 1940 à 1944. Le fort Saint-Privat est aujourd’hui désaffecté.

## Seconde Guerre mondiale
Le 2 septembre 1944, Metz est déclarée « forteresse du Reich » par Hitler. La place forte doit donc être défendue jusqu’à la dernière extrémité par les troupes allemandes, dont les chefs ont tous prêté serment au Führer. Face à la 5e division américaine, les hommes de la 462e Volks-Grenadier-Division défendent l’ancienne forteresse du Reich avec combativité. Alors que les combats s’engagent début septembre, le fort est tenu par les hommes du colonel SS Ernst Kemper. Au cours de la bataille de Metz, plusieurs unités se succèdent dans le fort, au fil des relèves.
Le 9 novembre 1944, en guise de prélude à l’offensive sur Metz, l'Air Force envoie pas moins de 1 299 bombardiers lourds B-17 et B-24 déverser 3 753 tonnes de bombes, de 1 000 à 2 000 livres, sur les ouvrages fortifiés et les points stratégiques situés dans la zone de combat de la IIIe armée. La plupart des bombardiers ayant largué leurs bombes sans visibilité, à plus de 20 000 pieds, les objectifs militaires ont souvent été manqués. A Metz, les 689 chargements de bombes destinés à frapper sept forts de Metz, désignés comme des cibles prioritaires, ne font que des dégâts collatéraux, prouvant une fois de plus l’inadéquation des bombardements massifs sur des objectifs militaires.
L’attaque finale arrive le 16 novembre 1944 par le sud et l’ouest. Face au 11e régiment de la 5e division américaine, les hommes de la 462e Volks-Grenadier-Division, qui défendent l’ancienne forteresse du Reich, opposent une résistance farouche. Les hommes du 11e Infantry regiment pensent être tombés dans un nid de frelons lorsque les mitrailleuses MG 34 et MG 42 allemandes, déployées sur le terrain, font entendre leurs crépitements. Les troupes du Generalleutnant Kittel défendent avec pugnacité chaque hangar et chaque abri anti-aérien du terrain d’aviation. Sous la pression des troupes américaines, les hommes de Matzdorff finissent cependant par se replier vers le fort Saint-Privat ( Prinz August von Württemberg ) et les derniers hangars. En ce 16 novembre 1944, alors qu’une nuit froide et humide tombe sur la base aérienne, le 11th Infantry regiment a perdu pas moins de 4 officiers et de 118 hommes sur le terrain. Mais les pertes allemandes sont aussi lourdes. Le lendemain, 17 novembre 1944, les combats reprennent au nord-est de la base, où une section allemande s’accroche aux derniers bâtiments, mais les tirs viennent maintenant principalement du fort Saint-Privat.
Le commandant du fort Prinz August von Württemberg est alors Werner Matzdorff (1912-2010), un Sturmbannführer de la Waffen-SS, Major de la Schutzpolizei. Il commande ses troupes avec une main de fer, tout en sachant qu’il ne pourra pas tenir longtemps. Retranché dans le fort, le SS-Sturmbannführer refuse pourtant de déposer les armes. Le 20 novembre 1944, von Matzdorff sort du fort Saint-Privat avec un drapeau blanc. Le commandant Shell du 11e R.I., qui pense que l’officier va se rendre, s’entend répondre que lui et ses hommes sont prêts à se battre jusqu’à la mort « si nécessaire ». Le Sturmbannführer souhaite seulement évacuer vingt de ses blessés les plus grièvement atteints. Le 21 novembre 1944, le général Kittel, blessé dans la caserne de Riberpray, est capturé. Metz est prise le lendemain à 14 h 35. Le soir même des hommes du fort Saint-Privat arrivent à déserter et se rendent aux Américains. Épuisés et hagards, ils déclarent que le moral dans le fort est au plus bas. Pourtant, comme les autres forts à l’ouest de Metz, le fort de Frescaty résiste, en dépit des circonstances.
Au bout d’une semaine, la situation devient pourtant critique. Vivres et munitions manquent cruellement. Le 29 novembre 1944, Werner Matzdorff accepte de se rendre sans conditions avec 22 officiers et 488 hommes, dont 80 blessés, blessés qui attendent des soins depuis plus d’une semaine. Le drapeau à la croix gammée ne flotte désormais plus sur la base aérienne, faisant mentir l’inscription monumentale « Der Mann kann fallen, die Fahne nie » peinte sur l’un des murs de la base. L’objectif de l’État-major allemand, qui était de gagner du temps en fixant le plus longtemps possible les troupes américaines en avant de la ligne Siegfried, sera largement atteint.